# Ibachorgel Sint-Gertrudiskerk
Het Ibachorgel is het hoofdorgel in de Grote of Sint-Gertrudiskerk in Bergen op Zoom. Het was het grootste orgel dat door de Duitse orgelbouwer Ibach in Nederland werd gebouwd.

## Geschiedenis
De voorgeschiedenis van het instrument begint in het jaar 1858 toen het kerkbestuur van de parochie van de Heilige Maagd besloot een nieuw orgel te laten bouwen. In 1862 wordt contact gelegd met de firma Ibach te Barmen (Wuppertal). In de oorspronkelijke opzet zou het een orgel worden met twee klavieren en vrij pedaal (dat wil zeggen: met eigen registers, die onafhankelijk van het klavierpijpwerk klinken). De orgelkas moest echter zo worden uitgevoerd dat uitbreiding met een derde klavier later nog mogelijk zou zijn. De Brusselse architect Emm. A.J. Cels ontwierp de  behuizing van bijna acht meter breed en ruim elf meter hoog. Over de volle breedte van het orgel bevinden zich vier pijptorens en vijf velden pijpwerk, met in de hoogte nog een bovenwerk bestaande uit een toren en twee velden. Het geheel wordt bekroond door een beeld van een harpspelende Koning David, gesneden uit Schwarzwalder eikenhout. Het orgelfront, in eikenhout en mahonie uitgevoerd door de beeldhouwer Hendrik Peeters-Divoort uit Turnhout, is thans nog in nagenoeg originele staat, inclusief het in het zicht komende pijpwerk. Het is een van de fraaiste voorbeelden van orgelmeubelkunst uit het midden van de negentiende eeuw. In vormgeving en detaillering vertoont het front zowel laatbarokke als classicistische kenmerken. De eikenhouten orgelbank heeft  een rugschot waarop een harp en diverse muziekinstrumenten te zien zijn.
Toen het kerkbestuur bij Richard Ibach informeerde wat een latere uitbreiding met een derde klavier zou kosten, stelde deze voor dit klavier — gezien de kosten — onmiddellijk te laten aanbrengen. Op 27 januari 1864 werd het orgel, met drie klavieren en vrij pedaal en met 2361 sprekende pijpen verdeeld over 41 registers, ingewijd en ingespeeld.

## Keuringsrapport
Van dezelfde datum dateert het keuringsrapport dat door drie partijen werd opgesteld, te weten: de Speciale Commissie tot den Opbouw van een Orgel in de Kerk der Parochie (bestaande uit de pastoor en twee burgerleden van het parochiebestuur), de Leden der Jurij tot de opneming en Keuring van gezegd Orgel (bestaande uit Alphonse Mailly van het Koninklijk Conservatorium te Brussel, benoemd namens het kerkbestuur en Friedrich Lux, Koninklijke Kapelmeester te Mainz, benoemd namens Ibach) en ten slotte de Eereleden bij de Jurij (de burgemeester en de organist van de kerk). Het rapport gaat in op het windvermogen, het mechanisme en de duurzaamheid van het instrument, maar vertelt ons ook iets over het toenmalige karakter van het orgel: "De Intonatie der Registers is overschoon; de verschillende toonaarden zijn vol uitdrukking — ze zijn krachtig, zonder hardheid en zacht afgerond zonder zwakheid. De werking van het geheele Toonwerk is magtig, de Toon vol uitdrukking en glans."

## Het orgel
In de loop van de tijd is het instrument diverse malen verbouwd.
In de jaren 1914-1915 is het instrument verkleind tot 25 registers, verdeeld over twee klavieren en vrij pedaal. De mechanische tractuur (dit is het mechaniek waardoor de toetsen en de bediening van de registers met de windladen verbonden zijn) werd vervangen door een pneumatisch mechaniek. Omdat een deel van de windvoorziening nu gebruikt werd voor het pneumatisch openen en sluiten van registers en pijpen, kwamen een klavier en een groot aantal registers te vervallen, waaronder meer dan de helft van de pedaalregisters. In feite is er toen in de bestaande kas een nieuw instrument geplaatst, naar smaak en inzicht van die tijd, maar met gebruikmaking van een aanzienlijke hoeveelheid bestaand pijpwerk, van oorspronkelijk stellingwerk en van oude kanalen en balgen voor de orgelwind. Na de ombouw bevatte het instrument 1438 sprekende pijpen.
In 1922 werden vervolgens nog twee oude tongwerkregisters van Ibach door nieuwe vervangen.
Het nog altijd romantische klankbeeld was een halve eeuw later niet meer geliefd en er volgde in de periode 1965-1972 een ombouwoperatie waarbij een ombuiging in barokke zin werd beoogd. Ook in deze periode zijn enkele authentieke registers gewijzigd of vervangen. Sindsdien heeft het instrument 1626 sprekende pijpen, waarvan nog bijna 1000 uit het bouwjaar 1864.
In 1987 werd de kerk van de H. Maagd, waar het instrument tot dan toe stond, gesloten en verhuisde de parochie naar de juist gerestaureerde middeleeuwse Sint-Gertrudiskerk aan de overzijde van de Grote Markt. Ook het orgel en de inventaris van de kerk verhuisde mee. Nadat de werkzaamheden door Elbertse Orgelmakers B.V. uit Soest waren afgerond, werd op 10 april 1988 het orgel ingezegend en opnieuw ingespeeld door Kees van Eersel en de organist van de kerk, Toine Jimkes.

## Gebruik
Het orgel werd gebruikt tijdens de eredienst en concerten door organisten uit binnen- en buitenland. 

## Restauratie
Het parochiebestuur en cantor-organist Hans Smout waren zich er van bewust dat het orgel aandacht en een restauratie nodig had. Zij riepen de hulp in van organist en orgeldeskundige Jan Jongepier, een autoriteit op het gebied van orgelrestauratie. Deze concludeerde reeds in 1997 dat het van belang was het Ibach-orgel als klinkend instrument zo veel mogelijk in de oorspronkelijke gedaante te herstellen. Hiermee werd duidelijk, dat niet alleen de gebruikswaarde van het instrument aan de orde was, maar ook de cultuurhistorische waarde als zijnde een uniek instrument in zijn genre. En bovendien: een Duits orgel in een Belgische kas, gebouwd voor en zich bevindend in een Nederlands kerkgebouw.
Het orgel is uiteindelijk in 2009-2011 gerestaureerd door de firma Verschueren, waarbij het in de oorspronkelijke staat is teruggebracht. Als adviseurs werden Jan Jongepier en Rogér van Dijk aangesteld. Het orgel is op 17 maart 2011 weer voor het eerst bespeeld tijdens een concert door Janno den Engelsman, waarna het op 20 maart werd ingezegend. Een officiële ingebruikneming vond plaats op 3 september 2011.

## Dispositie
| I Hoofdwerk C–g3 |     |
| Principal        | 16' |
| Principal        | 8'  |
| Quintatön        | 16' |
| Viola di Gamba   | 8'  |
| Gemshorn         | 8'  |
| Grossgedakt      | 8'  |
| Cornett 4 fach   |     |
| Hohlflaut        | 4'  |
| Octav            | 4'  |
| Quint            | 3'  |
| Octav            | 2'  |
| Scharff 5 fach   |     |
| Fagott           | 16' |
| Trompete         | 8'  |

| II Nevenwerk C–g3 |     |
| Principal         | 8'  |
| Bordun            | 16' |
| Bassethorn        | 8'  |
| Rohrflaut         | 8'  |
| Octav             | 4'  |
| Flaut-Dolce       | 4'  |
| Mixtur 3 fach     |     |
| Flautino          | 2'  |
| Fagott-Oboë       | 8'  |

| III Bovenwerk C–g3 |           |
| Salicional         | 8'        |
| Flaut-Angelika     | 8' (ab c) |
| Dolce              | 8'        |
| Quintatön          | 8'        |
| Flaut-Travers      | 4'        |
| Viola              | 4'        |
| Flageolet          | 2'        |
| Euphone            | 8'        |

| Pedaal C–d1   |        |
| Principal     | 16'    |
| Violonbass    | 16'    |
| Octavbass     | 8'     |
| Subbass       | 16'    |
| Jubal         | 8'     |
| Gedaktbass    | 8'     |
| Quintbass     | 5 1/3' |
| Octavbass     | 4'     |
| Posaunenbass  | 16'    |
| Trompetenbass | 8'     |
| Claironbass   | 4'     |

- Het Bovenwerk bevindt zich in een zwelkast.
- Koppels: Pedaal/Hoofdwerk, Hoofdwerk/Nevenwerk, Nevenwerk/Bovenwerk.